# Klaus Meine
Klaus Meine (* 25. května 1948 v Hannoveru) je zpěvák hard rockové německé skupiny Scorpions. Klaus napsal většinu textů k písním od Scorpions, například k Wind of Change a spolu s Rudolfem Schenkerem, který k nim většinou složil hudbu, jsou považovaní za autorské jádro skupiny. Mezi jeho největší hudební počiny, které napsal, patří písně jako Still Loving You, Rock You Like a Hurricane, nebo snad nejznámější skladba, kterou napsal a také k ní složil hudbu – Wind of Change. Skladba byla začátkem 90. let úspěšným hitem.
V roce 1981 po turné k albu Animal Magnetism ztratil hlas. Musel chodit na množství přeškolovaní, ale už byl i tak rozhodnutý odejít. Ale díky podpoře celé skupiny, ale hlavně jeho dlouholetého kamaráda a hlavního zakladatele Scorpions Rudolfa Schenkera „hlas opět našel“. V roce 1982 skupina vydala nové album Blackout a po jeho poslechnutí kritici vyhlásili, že Klaus má o mnoho větší rozpětí hlasu, než měl předtím. Album Blackout získalo množství prestižních ocenění.
Působil také ve skupinách Copernicus, Mushrooms, Shamrocks. Pracoval také jako malíř pokojů.
Má ženu Gabi a syna Christiana (narozen 12. prosince 1985).